# Unterblatt
Als Unterblätter oder Amphigastrien bezeichnet man in der Moos-Ordnung Jungermanniales, also bei den beblätterten Lebermoosen, die Blätter der dritten Blattreihe, die sich auf der Unterseite des Stämmchen befindet.
Die Unterblätter sind kleiner als die „normalen“ Flankenblätter. Bei vielen Arten sind sie tief in zwei oder vier Zipfel geteilt.
Für das Unterblatt (Hypophyll) der Gefäßpflanzen, siehe Blatt.